# H&K G41
H&K G41は、1980年代にドイツのH&K社によって開発された5.56mm口径のアサルトライフルである。値段が非常に高額（アメリカで1,700ドル）であることで知られ、本国のドイツ連邦軍からも採用されなかった経緯がある（当のドイツ連邦軍はH&K G36を採用した）。
このG41の基になった銃は、同社のHK33であるが、内部機構は改良され、M16/M4共用の5.56x45mm NATO弾用マガジンが使用できる（STANAG マガジンなので、FN FNCやベレッタAR70/90・FA-MAS G2などとも共有できる）。
G41は、アメリカ合衆国の警察特殊部隊の一部で取り入れられていたが、上述の通り値段が高いため採用例は少ない。現在は、ほとんどM4に更新されている。

## 概要
G41の銃身には、6条のポリゴナルライフル（ヨーロッパ型の7インチ一回転とアメリカ型の12インチ一回転）が刻まれている。このポリゴナルライフル（銃身内部が六角形をしている）は、従来型のグルーブ（溝）付きのライフルよりも弾丸の変形や銃身の劣化が起き難いと考えられている。
ドラム式リアサイトは射距離200-500mの間で4段階の調整が可能であり、レシーバーの上部は純正のサイト固定具やピカティニー規格の20mmレイルが搭載できる。

ポリゴナルライフル
安全
単射
3点射
フルオート

セレクター（セーフティー）には4つのポジション（S-E-3-F）があり、順番に下から上に並んでいる。
- Sicher（ドイツ語：安全）は、白い枠に囲まれた1発の弾丸の絵で示されており、その弾丸にXのマークが記されている。
- Einzelfeuer（ドイツ語：単射）は、赤い枠に囲まれた1発の弾丸の絵で示されている。
- 3-Schuss（ドイツ語：3点射）は、赤い枠に囲まれた3発の弾丸の絵で示されている。
- Feuerstoss（ドイツ語：連続撃発）は、赤い枠に囲まれた7発の弾丸の絵で示されている。

HK33では連続撃発（フルオートマチック）と3点射の切り替えは別にある押し込み式のボタンを押して切り替えていたため、その点でG41と異なる。
G41は、老朽化が進んでいる同社のG3自動小銃との置き換えを狙って開発された軍用小銃である。また、H&K G11も特殊部隊の標準装備として開発していたが、ベルリンの壁が崩壊して東西ドイツが統合して以降、軍事費が削減され、上述のように採用が見送られたため、G41とG11を補完できるG36が採用された。
大きなセールスを取り付けることができないまま、G41は1996年にH&K社のカタログから姿を消した。

## 運用実績
G41は、ドイツのGSG-9によって1980年代後半-1990年代前半に使用されたが、後にG36に取って代わられた。
トルコのジャンダルマやスペインの特殊部隊が採用したほか、予算が潤沢なアメリカの一部州警察SWATにも使用されている。

## 派生型
G41
固定銃床付きの標準モデル（ライフルピッチは7インチ一回転）
G41A1
上記銃のライフルピッチ12インチ一回転モデル
G41A2
伸縮銃床付きモデル。ライフルピッチは7インチ一回転
G41A3
上記銃のライフルピッチ12インチ一回転モデル
G41K
伸縮式銃床と380mmの銃身を持つカービンタイプ。ライフルピッチは7インチ一回転
G41TGS
H&K HK79 グレネードランチャーを取り付けられるモデル。
G13
M16のマガジンを使用できるようにしたモデル。別名、HK11軽機関銃。
LF G41
イタリアのフランキによって改修され、ライセンス生産されたモデル。イタリア軍の次期制式主力ライフルのトライアルにかけられた。ドイツ連邦軍がG41の採用を見送ったことを受けてイタリア軍もLF G41の採用を見送り、ベレッタAR70/90を採用した。